# 谷村美月
谷村 美月（たにむら みつき、1990年6月18日 - ）は、日本の女優。ホリプロ・ブッキング・エージェンシー所属。大阪府堺市出身。

## 略歴
小学2年生のときに母親の薦めで大阪の児童劇団に所属。写真モデルとして活動を始める。
2002年、12歳のときにNHK連続テレビ小説『まんてん』で女優デビュー。
2005年、『カナリア』で映画初出演・初主演。この映画で、第20回高崎映画祭最優秀新人賞を受賞。同年より映画館で主に洋画系配給会社の作品の前に上映される、日本国際映画著作権協会 の『海賊版撲滅キャンペーン』告知CFに出演（黒い涙を流す少女）。
2006年、『生物彗星WoO』で、連続ドラマ初主演。『時をかける少女』で、初のアニメ声優を務める。
2008年1月、ファースト写真集『花美月』が発売。
2009年に大阪薫英女学院高等学校を卒業。
2021年10月6日、持病の呼吸器疾患を起因とするパニック発作を発症し、10日から出演予定だった舞台『LUNGS（ラングス）』を降板、しばらく休養することを発表した。2022年10月31日、自身のブログにてドラマ『最果てから、徒歩5分』第5話より復帰したことを発表。
2003年よりホリ・エージェンシーに所属していたが、2025年4月1日付でホリ・エージェンシーがホリプロ・ブッキング・エージェンシーに合併されたのに伴い、同社所属となった。

## エピソード
- 『ユビサキから世界を』で、自殺願望のある少女を演じた際には、行定勲監督に「あなたの演技には、何も言うことがなかった」と言わしめた[8]。
- 緻密に役作りをするタイプだという[8]。
- ポスター出演した、タワーレコードのコーポレイトメッセージ『No Life, No Music No.102 GRAPEVINE』のTシャツのイラストを描いた。
- 好きな小説は、豊島ミホ『青空チェリー』。同世代がよく読んでいるというケータイ小説はあまり読まないが、『恋空』だけは読んだとのこと[9]。
- 大政絢や北乃きい、中別府葵とは仲が良く、実際に映画やドラマで、同世代の人と共演すると、友達になることが多い[9]。
- 高校を卒業するまで大阪に住んでいたため、中学生の頃から大阪と東京を往復する生活を続けており、仕事があるたびに大阪からずっと新幹線で通勤していた[2]。
- 大阪の出身だが、母親は広島県出身のため、家では広島風お好み焼きを食べていたという[10][11]。
- モーニング娘。の大ファンで、特に元メンバーの辻希美のファンである。デビュー前には辻のうちわを持ってライブを見に行っていた。また、小学生高学年の時にオーディションにも応募したが書類選考で落選してしまった[2][12]。
- 『ユビサキから世界を』『東京ゾンビ』『トリハダ』『モリのアサガオ』『ストロベリーナイト』など、悲惨な境遇の女性を演じることが多い。
- 映画『おにいちゃんのハナビ』では白血病患者を演じるため、スキンヘッドに挑戦した。
- 学生時代はダンス部に所属し、清水翔太のPVでは役作りのためにクラシックバレエを特訓。広島オールロケした映画『サルベージ・マイス』（2011年10月22日広島で先行公開。全国公開は2012年3月24日から）はアクション初挑戦だったが、そのダンス経験を活かした柔軟性のある動きを披露。アクション監督の西冬彦から絶賛されている[13]。

## 出演
役名の太字は主演作品。

### 映画
- カナリア（2005年3月12日、シネカノン） - 新名由希 役
- 東京ゾンビ（2005年12月10日、東芝エンタテインメント） - ユカリン 役
- 笑う大天使（2006年7月15日、アルバトロス・フィルム） - 沈丁花 役
- ユビサキから世界を（2006年7月25日[注釈 2]、「ユビサキから世界を」プロジェクト） - リンネ 役
- 海と夕陽と彼女の涙 ストロベリーフィールズ（2006年9月16日、ビデオプランニング） - 上田マキ 役
- red letters（2006年9月23日、フロントエンターテインメント）
- 銀河鉄道の夜 I carry a ticket of eternity（2006年11月4日、カエルカフェ） - ジョバンニ 役
- 酒井家のしあわせ（2006年12月23日、ビターズ・エンド） - 筒井秋 役
- 檸檬のころ（2007年3月31日、ゼアリズ） - 白田恵 役
- 恋路物語 -each little thing-（2007年5月12日[注釈 3]、「KOIJI Short Story」制作委員会） - 沢崎ミキ 役
- かぞくのひけつ（2007年12月22日、スローラーナー） - 桜井典子 役
- 魍魎の匣（2007年12月22日、ショウゲート） - 楠本頼子 役
- 茶々 天涯の貴妃（2007年12月22日、東映） - 千姫 役
- リアル鬼ごっこ（2008年2月2日、ファントム・フィルム） - 佐藤愛 役
- pieces of love 「日にち薬」[注釈 4]（2008年3月7日、ROBOT） - 主演
- 神様のパズル（2008年6月7日、東映） - 穂瑞沙羅華 役[14]
- 死にぞこないの青（2008年8月30日、ザナドゥー） - アオ 役
- おろち（2008年9月20日、東映） - おろち（佳子） 役
- コドモのコドモ（2008年9月27日、ビターズ・エンド） - 持田秋美 役
- 海の上の君は、いつも笑顔。（2009年5月9日、オフィスキタ） - 成瀬汀 役
- おと・な・り（2009年5月16日、ジェイ・ストーム） - 上田茜 役
- 蟹工船（2009年7月4日、IMJエンタテインメント） - ミヨ子 役
- ボックス!（2010年5月22日、東宝） - 丸野智子 役
- 明日やること ゴミ出し 愛想笑い 恋愛。（2010年8月1日、よしもとクリエイティブ・エージェンシー） - 桜美散 役
- 十三人の刺客（2010年9月25日、東宝） - 牧野千世 役
- おにいちゃんのハナビ（2010年9月25日、ゴー・シネマ） - 須藤華 役
- 行きずりの街（2010年11月20日、東映） - 藤本江理 役
- 海炭市叙景（2010年12月18日、スローラーナー / シネマアイリス） - 井川帆波 役
- 阪急電車 片道15分の奇跡（2011年4月29日、東宝） - 権田原美帆 役
- HESOMORI-へそもり-[注釈 5]（2011年9月3日、「HESOMORI」制作委員会） - 相場リコ 役
- 逆転裁判（2012年2月11日、東宝） - 大沢木ナツミ 役
- サルベージ・マイス（2012年3月24日、ティ・ジョイ） - 有栖川真唯（サルベージ・マイス） 役
- 東京無印女子物語（2012年6月16日、ベストブレーン） - 坂下のぞみ 役
- スープ〜生まれ変わりの物語〜（2012年7月7日、東京テアトル）
- トリハダ-劇場版-（2012年9月13日、クロックワークス） - 高林ひかり 役
- BUNGO〜ささやかな欲望〜 見つめられる淑女たち 「人妻」（2012年9月29日、角川映画） - 浅野年子 役
- その夜の侍（2012年11月17日、ファントム・フィルム） - 関由美子 役
- 半径3キロの世界（2013年3月2日、若手映画作家育成プロジェクト） - 優香 役[15][16][17]
- 陽だまりの彼女（2013年10月12日、東宝 / アスミック・エース） - 峯岸ゆり 役[18]
- アルカナ（2013年10月19日、日活） - 友近三枝子 役[19]
- 風俗行ったら人生変わったwww（2013年11月9日、セディックインターナショナル / 電通） - ピザ屋の店員 役[20]
- カノジョは嘘を愛しすぎてる（2013年12月14日、東宝） - 長浜美和子 役
- 白ゆき姫殺人事件（2014年3月29日、松竹） - 前谷みのり 役
- FLARE フレア（2014年4月26日、アイモーション） - ヤマザキナオミ 役[21]
- スイートプールサイド（2014年6月14日、松竹メディア事業部） - 北友里子 役
- 円卓 こっこ、ひと夏のイマジン（2014年6月21日、東宝映像事業部） - 竹田富美枝 役
- ナニワ銭道（2014年7月12日、楽映舎） - 桃黒瞳 役
- 幕末高校生（2014年7月26日、東映） - 千代 役
- しもつかれガール（2014年8月2日、Ippo） - 木崎あいこ 役[22]
- 幻肢（2014年9月27日、ディーライツ） - 糸永遥 役[23][24]
- 深夜食堂（2015年1月31日、東映） - かすみ 役
- 白河夜船（2015年4月25日、コピアポア・フィルム） - しおり 役
- 種まく旅人 くにうみの郷（2015年5月30日、松竹） - 桜井麻衣 役
- 罪の余白（2015年10月3日、ファントム・フィルム） - 小沢早苗 役
- テラフォーマーズ（2016年4月29日、ワーナー・ブラザース映画） - 大学教授の愛人 役
- 星籠の海 探偵ミタライの事件簿（2016年6月4日、東映） - 辰見洋子 役
- U-31（2016年8月27日、トキメディアワークス） - 山咲佳奈 役[25]
- プリンシパル〜恋する私はヒロインですか?〜（2018年3月3日、アニプレックス） - 舘林弓 役[26]
- 空飛ぶタイヤ（2018年6月15日、松竹） - 柚木妙子 役[27]
- シライサン（2020年1月10日、松竹） - 間宮冬美 役
- 信虎（2021年11月12日、ミヤビオピクチャーズ） - お直 役
- 惑星ラブソング（2025年6月13日、ラビットハウス） - マユ 役[28]

### 劇場アニメ
- 時をかける少女（2006年7月15日、角川ヘラルド映画） - 藤谷果穂 役[29]
- サマーウォーズ（2009年8月1日、ワーナー・ブラザース映画） - 池沢佳主馬 役[30]
- ホッタラケの島 〜遥と魔法の鏡〜（2009年8月22日、東宝） - 美穂 役[31]
- おおかみこどもの雨と雪（2012年7月21日、東宝） - 土肥の奥さん 役[32]
- バケモノの子（2015年7月11日、東宝）[33]

### テレビドラマ
- 連続テレビ小説（NHK大阪）
  - まんてん（2002年9月30日 - 2003年3月29日） - 穂積美海 役
  - べっぴんさん（2016年10月3日 - 2017年4月1日） - 小野（岩佐）明美 役[34]
- ほんとにあった怖い話（フジテレビ） 
  - ほんとにあった怖い話 夏の特別篇2004 「ひとりぼっちの少女」（2004年9月7日） - 三田村美雪 役
  - ほんとにあった怖い話 セカンドシーズン 「窓にうつる少女」（2004年11月22日） - 森山ともみ 役
  - 「どこまでも憑いてくる」（2015年） - 早瀬知美
- 11通の…出せなかったラブレター 第10通 「カミヒコウキ」（2005年3月12日、朝日放送） - 飯田早紀 役
- 祖国（2005年8月14日、WOWOW） - 小野寺江梨 役
- 生物彗星WoO（2006年4月9日 - 8月13日、NHK BS-hi） - 神代アイ 役[35]
- マチベン 第5話 - 最終話（2006年5月6日 - 13日、NHK） - 深川友香 役
- 14才の母 愛するために 生まれてきた（2006年10月11日 - 12月20日、日本テレビ） - 柳沢真由那 役
- ひとりぼっちの君へ a gift for every one（2007年2月16日、MBS） - 高原さくら 役
- 彼女との正しい遊び方（2007年3月23日、テレビ朝日） - 西園寺静香 役
- トリハダ〜夜ふかしのあなたにゾクッとする話を（フジテレビ）
  - トリハダ〜夜ふかしのあなたにゾクッとする話を 第7話 「余命診断」（2007年3月29日） - ストーリーテラー / 主演 役
  - トリハダ3〜夜ふかしのあなたにゾクッとする話を（2008年4月2日） - ストーリーテラー / 春奈 役
  - トリハダ4〜夜ふかしのあなたにゾクッとする話を（2008年10月9日） - ストーリーテラー / 主演 役
  - トリハダ5〜夜ふかしのあなたにゾクッとする話を（2009年3月30日） - ストーリーテラー / 崎山里香 役
  - トリハダ6〜夜ふかしのあなたにゾクッとする話を（2009年10月7日） - ストーリーテラー / ユリ 役
- わたしたちの教科書（2007年4月12日 - 6月28日、フジテレビ） - 仁科朋美 役
- 勉強していたい! 第2話 - 最終話（2007年8月25日 - 9月1日、NHK） - 杉原友美恵 役
- 長い長い殺人（2007年11月4日、WOWOW） - 三室直美 役
- 初恋net.com〜忘れられない恋のうた〜 episode.3 「陽に向かう」（2007年12月8 - 22日、朝日放送） - ポニ子 役
- 一瞬の風になれ（2008年2月25日 - 2月28日、フジテレビ） - 鳥沢圭子 役
- パンドラ（2008年4月6日 - 5月25日、WOWOW） - 水野愛美 役
- 太陽と海の教室（2008年7月21日 - 9月22日、フジテレビ） - 澤水羽菜 役
- キャットストリート（2008年8月28日 - 10月2日、NHK） - 青山恵都 役
- 藤子・F・不二雄のパラレル・スペース 第5話 「征地球論」（2008年11月28日、WOWOW） - 鈴木美咲 役
- 必殺シリーズ（朝日放送 / テレビ朝日） - 如月 役
  - 必殺仕事人2009 新春スペシャル（2009年1月4日）
  - 必殺仕事人2009（2009年1月9日 - 6月26日）
  - 必殺仕事人2010（2010年7月10日）
- メイちゃんの執事（2009年1月13日 - 3月17日、フジテレビ） - 山田多美 役
- 探偵Xからの挑戦状!（NHK）
  - 探偵Xからの挑戦状! Season1（2009年3月25日 - 5月20日） - ナビゲーター
  - 探偵Xからの挑戦状! Season2（2009年10月1日 - 11月25日） - ナビゲーター
- ケータイ捜査官7 第45話（2009年3月18日、テレビ東京） - 清水美穂 役
- ホームレス中学生2（2009年4月12日、フジテレビ） - 奥寺奈央 役
- イケ麺そば屋探偵〜いいんだぜ!〜 エピソード7（2009年6月20日 - 27日、日本テレビ） - ミルク 役
- 子育てプレイ 第12話（2009年6月24日、MBS） - 山口結子 役
- MW-ムウ- 第0章 〜悪魔のゲーム〜（2009年6月30日、日本テレビ） - 渡辺ゆかり 役
- さよならが言えなくて 〜子供たちに迫るドラッグの誘惑、夜回り先生の苦悩〜（2009年9月18日、朝日放送） - 園田奈央 役
- 恋のから騒ぎ 〜LOVE STORIES VI〜 「尽くす女」（2009年9月25日、日本テレビ） - 朝田トモ子 役
- 恋うたドラマSP 第2夜 「三日月」（2009年9月30日、TBS） - 島田遥夏 役
- 誰かが嘘をついている（2009年10月6日、フジテレビ） - 佐藤由香 役
- サムライ・ハイスクール 第3・最終話（2009年10月31日・12月12日、日本テレビ） - 戦国時代の嫁 役
- リアル・クローズ 最終話（2009年12月22日、関西テレビ） - 石田タミ子 役
- 物呪〜モノロイ〜 「ひとりかくれんぼ」（2009年12月28日、日本テレビ）
- やつらは多分宇宙人!（2010年1月9日 - 3月13日、BSフジ） - 寺野絵子 役
- Wの悲劇（2010年1月11日、TBS） - 和辻摩子 役
- 青山ワンセグ開発 ワンカットドラマ 山手線の女 第3話 「X駅 目覚める女」（2010年6月19日、NHKワンセグ2） - 主人公 役
- 医龍〜Team Medical Dragon〜3（2010年10月14日 - 12月16日、フジテレビ） - 真柄冬実 役
- モリのアサガオ 新人刑務官と或る死刑囚「絆」の物語（2010年10月18日 - 12月20日、テレビ東京） - 吉岡小春 役
- スペシャルドラマ ストロベリーナイト（2010年11月13日、フジテレビ） - 深沢由香里 役
- 心の糸（2010年11月27日、NHK） - 大貫いずみ 役[36]
- 恋する日本語 第1話 「新たな出会いに」（2011年1月21日、NHK） - 結衣 役
- 四つ葉神社ウラ稼業 失恋保険〜告らせ屋〜 第1話（2011年4月7日、読売テレビ） - 三崎優子 役
- 世にも奇妙な物語 21世紀 21年目の特別編 「PETS」（2011年5月14日、フジテレビ） - サクラ 役
- 堺市広報番組（テレビ大阪） - 花子 役
  - さかい新婚物語（2011年9月4日 - 25日）
  - さかい子育て物語（2011年11月27日 - 12月18日）
- 魔術はささやく（2011年9月9日、フジテレビ） - 高木和子（16歳） 役
- ラストマネー -愛の値段- 第3話（2011年9月27日、NHK） - 濱口ひろみ 役
- やさしい花（2011年10月10日、NHK大阪） - 里美 / 小林ユカ 役
- 造花の蜜（2011年11月27日、WOWOW） - 小杉康美 役
- 境遇（2011年12月3日、朝日放送） - 高倉陽子（17年前の陽子） 役
- 本日は大安なり（2012年1月10日 - 3月13日、NHK） - 加賀山妃美佳 / 加賀山鞠香 役
- ハングリー! 第4話（2012年1月31日、関西テレビ） - 美咲 役
- 科捜研の女 第11シリーズ 第15話 - 最終話（2012年3月1日 - 8日、テレビ朝日） - 崎本菜津美 役
- 夜明けのララバイ（2012年3月26日、NHK）[37] - 磯崎叶江 役
- 家族が家族であるために（2012年3月28日、BS-TBS） - 安達加奈 役
- SPEC〜翔〜（2012年4月1日、TBS） - 久遠望 役
- たぶらかし-代行女優業・マキ-（2012年4月5日 - 6月28日、読売テレビ） - 冬堂マキ 役
- プラチナタウン（2012年8月19日 - 9月16日、WOWOW） - 山田春奈 役
- ポプラの秋[注釈 6]（2012年11月24日、関西テレビ） - 星野千秋 役
- ピン女のメリークリスマス〜恋したい、恋しようとしない、恋できない。〜（2012年12月17日 - 19日、日本テレビ） - 広沢あかり 役
- 大河ドラマ 八重の桜 第19話 - 第46話（2013年5月12日 - 11月17日、NHK） - 小田時栄 役
- LAST HOPE 第7話 - 第8話（2013年2月26日 - 3月5日、フジテレビ） - 西村杏子 役
- そんなこんなで女は走る（2013年3月17日、東海テレビ） - 木崎美咲 役
- 終電バイバイ 最終話（2013年3月18日、TBS） - 田端翔子 役
- Woman（2013年7月3日 - 9月11日、日本テレビ） - 砂川藍子 役
- だましゑ歌麿III（2013年7月27日、テレビ朝日） - おしげ 役
- リーガルハイ 第2話（2013年10月16日、フジテレビ） - 玉川たま 役
- 家族の裏事情（2013年10月25日 - 12月13日、フジテレビ） - 高城累 役
- カノジョは嘘を愛しすぎてる・サイドストーリー〜ボクとカノジョが出会う前の物語〜（2013年12月9日 - 20日、フジテレビ） - 長浜美和子 役[注釈 7]
- 影武者 徳川家康（2014年1月2日、テレビ東京） - おふう 役
- おやじの背中 第5話（2014年8月10日、TBS） - 静香 役
- 闇の狩人（2014年10月4日 - 5日、時代劇専門チャンネル） - おみち 役
- さよなら私（2014年10月14日 - 12月9日、NHK） - 遠山冬子 役
- ビンタ!〜弁護士事務員ミノワが愛で解決します〜 第3話（2014年10月16日、読売テレビ） - 野村未歩 役
- 私たちがプロポーズされないのには、101の理由があってだな 第1・16話（2014年11月4日・2015年2月24日、LaLa TV） - アユミ 役
- 深夜食堂 第24・30話（2014年11月9日・21日、MBS） - かすみ 役
- 松本清張〜霧の旗（2014年12月7日、テレビ朝日） - 工藤信子 役
- 東京センチメンタル（2014年12月30日、テレビ東京） - 阿部友子 役
- 京都人の密かな愉しみ（2015年1月3日、NHK BSプレミアム） - 柏木文香 役
- ORANGE〜1.17 命懸けで闘った消防士の魂の物語〜（2015年1月19日、TBS） - 木村優子 役
- アルジャーノンに花束を（2015年4月 - 6月、TBS） - 河口梨央 役
- サムライせんせい（2015年10月 - 12月、テレビ朝日） - 武市富子 役
- 地域発ドラマ『ガッタン ガッタン それでもゴー』（2015年10月28日、NHK BSプレミアム） - 伊藤加奈 役[38]
- コウノドリ 第8話（2015年12月4日、TBS） - 土屋マキ 役
- 大阪環状線 ひと駅ごとの愛物語 第1話（2016年1月13日、関西テレビ） - 三上さち子 役
  - 大阪環状線 ひと駅ごとの愛物語 Part2 第9話（2017年3月14日）
  - 大阪環状線 ひと駅ごとの愛物語 Part4 第3話（2018年10月27日）- 渚 役
- 孤独のグルメ Season6 第3話（2017年4月22日、テレビ東京） - 女性店員 役
- サチのお寺ごはん（2017年7月 - 9月、メ～テレ / テレビ神奈川 / チバテレビ / KBS京都 / サンテレビ / 長野放送 / BS12） - 臼井幸 役[39]
- セトウツミ 第10話・最終話（2017年12月16日・23日、テレビ東京） - 内海優 役[40]
- 99.9-刑事専門弁護士- SEASON II 第1話（2018年1月14日、TBS） - 鈴木加代 役
- 家族の旅路（2018年2月3日 - 3月24日、フジテレビ） - 河村礼菜 役[41]
- 未解決の女 警視庁文書捜査官 第7話 - 最終話（2018年5月31日 - 6月7日、テレビ朝日） - 百々瀬佐智 役
- 遺留捜査 第5シリーズ 第2話（2018年7月19日、テレビ朝日） - 若名友子 役
- 相棒 season17 第1話 - 第2話（2018年10月17日 - 2018年10月24日、テレビ朝日） - 鬼束祥 役
- 内田康夫サスペンス 新・浅見光彦シリーズ「天城峠殺人事件」（2019年1月7日、TBS） - ヒロイン・小林朝美 役[42]
- 名探偵・明智小五郎 第1夜（2019年3月30日、テレビ朝日） - 野宮涼子 役
- 警視庁・捜査一課長 新作スペシャルI（2019年7月7日、テレビ朝日） - 池本奈月 役
- 螢草 菜々の剣（2019年7月26日 - 9月6日、NHK BSプレミアム） - 佐知 役
- W県警の悲劇 第3話（2019年8月10日、BSテレ東） - 日下凛子 役[43]
- シロでもクロでもない世界で、パンダは笑う。 第4話（2020年1月12日 - 、読売テレビ） - 小島春香（スクールカウンセラー） 役
- 心の傷を癒すということ（2020年1月18日 - 2月8日、NHK総合） - 結城理恵 役
- BG〜身辺警護人〜第2章 第2話（2020年6月25日、テレビ朝日） - 守尾美和 役
- ナイト・ドクター 第2話（2021年6月28日、フジテレビ） - 鮎川希実 役
- 最果てから、徒歩5分 第6話（2022年11月5日、BSテレビ東京） - 馬場志織 役[44]
- 離婚弁護士 スパイダー 〜慰謝料争奪編〜 第2話（2024年10月12日、日本テレビ） - 清川恵美 役[45]
- バニラな毎日（2025年1月20日 - 3月13日、NHK総合） - 葵の母 役（30代の頃）[46]
- 法廷のドラゴン 第6話（2025年2月21日、テレビ東京） - 牧野紫織 役[47]
- ロンダリング（2025年7月4日 - 、関西テレビ・フジテレビ）[48]
- 能面検事 第5話（2025年8月8日、テレビ東京） - 金森実花 役[49]
- ロンダリング 第7話 - （2025年8月15日 - 、関西テレビ・フジテレビ） - キモリアユミ 役[50]
- 大阪激流伝（2025年8月31日〈予定〉、NHK総合） - 田口幸 役[51]

### WEBドラマ
- 渋谷怪談 サッちゃんの都市伝説 第八伝説 「友達だよね」 / 第十四伝説 「サッちゃん」（2004年10月4日 - 2005年2月1日、アンパサンド・ブロードバンド） - 真帆 役
- THE SHORT MOVIE / HAVE YOUR MEASURE エピソード1 「identity」 / エピソード2 「metamorphosis」（2007年6月8日 - 9月30日、きっかけはフジテレビサイト） - 辻里香 役
- ロス:タイム:ライフ 第10節 「猫編」（2009年4月13日 - 5月4日、KDDI） - ロペ 役[52]
- I am GHOST（2009年10月20日 - 全24話、BeeTV） - 佐々木愛 役
- 手料理禁止法[注釈 8]（2009年6月14日、Wiiの間チャンネル） - 主演 役
- 魔法使いのLesson（2011年3月8日 - 全14話、ドコモ動画） - さやか 役
- BE NATURE!〜欲望に素直な女たち〜（2012年11月10日 - 全3話、YouTube） - 主演[53]
- ラヴコンシェル 「アイカタ」（2012年11月19日 - 23日、NOTTV） - ミカ 役
- フジコ（2015年11月13日、全6話、Hulu） - 高峰美智子 役[54]

### 舞台
- 雨の日の森の中（2009年11月4日 - 11月30日、東京 / 大阪） - 早峰 役
- 2番目、或いは3番目（2010年6月21日 - 8月7日、東京 / 地方） - カーヤ 役
- ヴィラ・グランデ青山〜返り討ちの日曜日〜（2011年11月11日 - 12月18日、東京 / 地方） - 民谷蓮 役
- ボクの四谷怪談（2012年9月17日 - 10月22日、東京 / 大阪） - お梅 役
- つく、きえる[注釈 9]（2013年6月4 - 23日、新国立劇場） - 自転車を持っている娘 役[55][56]
- 歌姫（2014年3月21日 - 30日、赤坂ACTシアター） - 岸田鈴 役
- 言の葉の庭〜The Garden of Words〜（2023年11月9日 - 19日、東京） - 雪野百香里 役（岡宮来夢とのダブル主演）[57][58]

#### 降板
- LUNGS（2021年10月、東京グローブ座 / 11月、サンケイホールブリーゼ）[59]
  - 持病の呼吸器疾患を起因とするパニック発作を発症し、2021年10月6日に降板を発表[5]。10月の東京グローブ座公演は中止となった[5]。代役には奥村佳恵が立てられ[60]、中止された東京グローブ座公演は12月に改めて行われることになった[60]。

### バラエティ番組
- サラリーマンNEO Season6（2011年5月31日 - 9月20日、NHK）

### ドキュメンタリー番組
- 谷村美月17歳、京都着。 恋が色づくその前に[注釈 10]（2007年10月14日、関西テレビ）
- Dear Woman 映画の中の彼女と友だち（2009年4月1日、日本映画専門チャンネル） - ナビゲーター
- 漱石 ひきこもりの謎〜100年前のロンドン留学〜（2009年8月13日、NHK） - 女性商社社員 役
- ノンフィクションW 幸福音〜知られざる「音」の世界〜（2010年6月28日、WOWOW） - ナビゲーター
- ケータイ時代を生き抜くために「なりすましプロフ」の恐怖（2010年8月2日、NHK教育）
- あしたをつかめスペシャル 「20歳にエール!@羽田空港」（2011年1月10日、NHK） - ナレーション
- RICOH presents アファンの森の物語〜ウェールズ編 前編 / 後編（2011年9月24日 / 10月15日、BS朝日）
- ノリオリ〜駅から始まる、小さな冒険〜（2011年10月7日 - 21日、関西テレビ） - 旅人
- アスリートの魂 4人心ひとつにカーリング チーム青森（2012年2月13日、NHK） - 語り
- 巨大戦艦大和〜乗組員たちが見つめた生と死〜 「再現ドラマ・川崎編」（2012年8月11日、NHKBSプレミアム） - 川崎節子 役
- にっぽん紀行 “世界一”の日時計〜東京 スカイツリー界隈〜（2012年10月9日、NHK） - 案内役
- 金とく 社会を変えたい!ボクらの挑戦〜ソーシャルビジネス〜（2013年6月14日、NHK） - 語り
- 発掘アジアドキュメンタリー 「麦畑のセーラーマン ～中国～」（2014年1月21日、NHK BS1） - ナレーション
- すてきにハンドメイド『フェルトカバー』(2015年1月26日、NHK Eテレ) - ゲスト
- 目撃！日本列島 チョイてごがお年寄りを救う～限界集落 くらし続けるために～（2015年9月19日、NHK）-ナレーション
- アーススキャナー～“空白地帯”の謎に迫る～ （2017年8月30日、NHK BSプレミアム）- ナレーション
- 和び旅 #22-24「東京･日本橋」（2017年9月2,9,16,23,30日、日本テレビ）- 9月の旅人[61]
- わたしの“奥駈道”をゆく～山伏修行の5日間～ （2017年12月27日、NHK BS1 スペシャル） - ナレーション
- メルクリウスの扉（2018年より不定期放送 テレビ東京） - ナビゲーター：研究所 副所長役

### 音楽番組
- 夏うた2007（ 2007年8月14日、NHK） - ショートドラマに出演（孫娘） 役
- ライブジャックスペシャル 「エピソードドラマ」（2008年12月28日、関西テレビ） - 主演

### ラジオ番組
- 創立60周年記念 大型ラジオ時代劇「元禄・堂島米市場蛍舞～平成に近松の幽霊が甦る」（2011年12月30日、ABCラジオ）
- 岡田惠和 今宵、ロックバーで〜ドラマな人々の音楽談義〜　第135回（2014年11月8日、NHK-FM）[62]
- 青春アドベンチャー  （NHK-FM）
  - 「ニコイナ食堂」（2015年2月2日 - 13日） - ニコ 役[63]
  - 「なにわ純情ナイトメア」（2018年8月20日 - 24日） - 初 役[64]
  - 「阪堺電車177号の追憶」（2020年4月6日 - 17日） - 雛子 役[65]
  - 「風のスケッチブック」（2024年5月6日 - 10日）[66]
- FMシアター （NHK-FM）
  - 「ミラーボール」（2016年6月4日） - チカコ 役[67]
  - 「100円の新世界」（2017年6月3日） - 聡子 役[68]
  - 「老婆の休日」（2019年7月6日） - 杏 役[69]

### ゲーム
- ぼくのなつやすみ4 瀬戸内少年探偵団「ボクと秘密の地図」（2009年7月2日、ソニー・コンピュータエンタテインメント） - 漫画のねえちゃん 役

### CM
- 徳島製粉 金ちゃんラーメン（2001年4月 - ）
- 小僧寿し本部 「2001年小僧寿しチェーン夏のキャンペーン」（2001年 - ）
- ユニリーバ・ジャパン ポンズ（2002年5月 - ）
- NEC リファレンスPC（2004年9月 - ）
- 日本国際映画著作権協会 「海賊版撲滅キャンペーン」（2005年 - ）
- ベネッセコーポレーション 進研ゼミ中学講座（2006年1月 - ）
- トンボ鉛筆 企業（2006年1月 - ）
- DCTgarden.com DREAMS COME TRUE 「ア・イ・シ・テ・ルのサイン〜わたしたちの未来予想図〜」（2007年10月 - ）
- Canon デジタルカメラ フェイスキャッチテクノロジー（2007年11月 - ）
- ネクソンジャパン メイプルストーリー（2007年12月 - ）
- エイベックス・マーケティング H20 「J-POP20HITS 1988 - 2007」（2008年1月 - ）
- ソフトバンクモバイル ホワイト学割 「白戸家 ホワイト学割高等学校3年犬組」（2008年1月 - ） - 清水美穂 役
- 郵便事業 「年賀状キャンペーン」（2008年11月 - ）
- マクドナルド 「くるみのクルーDAYS」（2010年 - ） - ラジオCM
- 北海道電力 企業 「気持ちのいいでんきへ」（2010年3月 - ）
- 第一三共ヘルスケア カコナール2 V顆粒（2010年10月 - ）
- フレッシュネス FRESHNESS BURGER（2012年11月 - ）
- 久光製薬 のびのびサロンシップ（2013年1月 - ）
- ネイチャーラボ リッツシリーズ（2013年4月 - ）

### PV
- 森大輔 「moonlight」（2005年7月6日）
- アンダーグラフ 「ユビサキから世界を」（2006年6月21日）
- 林直次郎 「hikari〜檸檬のころ〜」（2007年3月28日）[注釈 11]
- 奥村初音 「恋、花火」（2007年9月5日）
- DREAMS COME TRUE 「ア・イ・シ・テ・ルのサイン 〜わたしたちの未来予想図〜」（2007年10月3日）
- KOTOKO 「リアル鬼ごっこ」（2007年12月19日）[注釈 12]
- 元ちとせ 「カッシーニ」（2008年7月16日）[注釈 13]
- 清水翔太 「さよならはいつも側に」（2009年7月15日）
- 岡平健治 「雪桜〜ニッポンの唄 函館〜」（2011年5月25日）[注釈 14]
- GUMMY 「信じてる…」（2013年4月3日）[注釈 15]

### 広告
- 全国防犯協会連合会 「薬物乱用防止ポスター」（2006年）
- タワーレコード 「No music,No life.ポスター」（2007年）
- 警察庁「若い世代の参加促進を図る防犯ボランティア支援事業 / 参加者募集用ポスター」（2010年）
- 第17回統一地方選挙 「神奈川県投票参加啓発ポスター」（2011年）
- 堺市選挙管理委員会 「堺市長選挙投票啓発ポスター」（2013年）

### Web
- 谷村美月 インタビュー - モッテコ書店（2008年11月25日）[70]
- OCN無料動画番組 Talking Japan Vol.086 （2008年5月 - ）

## 書籍

### 写真集
- 谷村美月写真集 「花美月」（2008年1月25日、集英社）ISBN 978-4-08-780483-6[注釈 1]
- 谷村美月写真集 「LANKA」（BOMB特別編集）（2010年9月22日、学習研究社）ISBN 978-4-05-404646-7
- 谷村美月写真集 「FAKE」（2012年6月18日、ワニブックス）ISBN 978-4-8470-4465-6

### 新聞連載
- 1分間のノンフィクション! 主演谷村美月（2009年1月 - 12月、共同通信社）

### Web連載
- 谷村美月 ここです。（2009年1月13日 - 2010年8月30日、47NEWS）[71]
- 放送室（2009年1月26日 - 2011年10月28日、47NEWS）[72]

### カレンダー
- 谷村美月 2012年 カレンダー（2011年10月22日、トライエックス）ISBN 978-4-7774-8119-4[73]

## 受賞歴
- 2006年 第20回高崎映画祭 新人女優賞（『カナリア』）
- 2007年 第2回おおさかシネマフェスティバル 女優新人賞（『かぞくのひけつ』）
- 2008年 第3回おおさかシネマフェスティバル 助演女優賞（『檸檬のころ』、『茶々 天涯の貴妃』、『魍魎の匣』）
- おおさかシネマフェスティバル2011 助演女優賞（『おにいちゃんのハナビ』、『十三人の刺客』、『ボックス!』）[74]